# Церква Різдва Іоанна Предтечі (Звіринець)
Це́рква Різдва Іоанна Предтечі  — православний храм у Києві на Звіринці, збудований 1866 року та згорілий 1935 року.

## Історія храму
Вперше дерев'яний храм поселення Звіринець було споруджено впродовж 1715–1729 років неподалік Звіринецького озера, у так званій Святоозерській слобідці.
Однак вже в середині XVIII століття церква занепала і вже 1763 року замість неї збудували нову, також дерев'яну церкву. Цією місциною до 1786 року володіла Києво-Печерська Лавра.
Ця церква проіснувала 100 років і 1864 року її було розібрано, натомість там само збудовано 1866 року новий храм Різдва Іоана Предтечі. Прикметно, що в ті часи до парафії храму входив не лише Звіринець, а й Деміївка, Саперна Слобідка і навіть розташована досить віддалено Мишоловка.
Це був невеликий дерев'яний однобаневий храм із двоярусною ж дзвіницею, оздоблений із елементами класицизму. При храмі було збудовано будинок причту, засновано духовну школу. При церкві також почалося формуватись сучасне Звіринецьке кладовище.
Трагічною сторінкою в історію Звіринця та всього міста став вибух складів із боєприпасами 6 червня 1918 року — склади знаходилися неподалік, в місці розгалуження теперішніх вулиць Михайла Бойчука та Бастіонної, тому цей район зазнав найбільших руйнувань. Пошкоджено було і храм разом зі школою та будинком причту. А пожежа, що сталася 1935 року, знищила і саму церкву остаточно.
Лише в 2009 році на Звіринецькому кладовищі збудували невелику капличку (також дерев'яну) в ім'я Різдва Іоанна Предтечі.